# Cenon
 Cenon es una población y comuna francesa, situada en la región de Aquitania, departamento de Gironda, en el distrito de Burdeos. Es el chef-lieu del cantón de su nombre.

## Demografía
| 1 395                     | 568 | 1 329 | 1 437 | 1 805 | 2 033 | 2 607 | 3 281 | 4 022 | 5 686 | 6 817 | 848 | 970 | 1 080 | 1 264 | 1 767 | 2 199 | 2 587 | 3 556 | 3 817 | 4 806 | 6 650 | 8 153 | 9 700 | 10 087 | 10 051 | 10 747 | 13 821 | 17 713 | 24 769 | 23 520 | 21 363 | 21 283 | 22 732 | 22 385 |
| (Fuente: INSEE y Cassini) |     |       |       |       |       |       |       |       |       |       |     |     |       |       |       |       |       |       |       |       |       |       |       |        |        |        |        |        |        |        |        |        |        |        |

## Localidades hermanadas
- Laredo, España

- Datos: Q1053472
- Multimedia: Cenon / Q1053472